# Einhandhobel
Der Einhandhobel ist ein Handhobel zur spanenden Bearbeitung von Holz. Einhandhobel sind meist aus Metall hergestellt. Dafür werden Gusseisen, Messing oder Bronze für den Hobelkörper verwendet. Einhandhobel aus Metall sind Flachwinkelhobel und haben daher eine oben liegende Fase. Der Bettungswinkel von Einhandhobeln aus Metall ist 12° oder 20°.  Es existiert aber auch eine Holzwariante mit einem Schnitt und  Bettungswinkel von 50°, wodurch dieser zu den Putzhobeln gehört. Einhandhobel haben eine Eisenbreite zwischen 30 mm und 40 mm. Einhandhobel haben eine Länge von circa 150 mm.
Einhandhobel sind aufgrund ihrer Handlichkeit sehr beliebt. Sie werden zum Anfasen, Kantenbrechen genutzt sowie zum Fügen kurzer Längen und Putzen kleiner Flächen. Sie werden häufig von Hobel-Einsteigern gekauft.